# Nuestra Señora de la Bondad

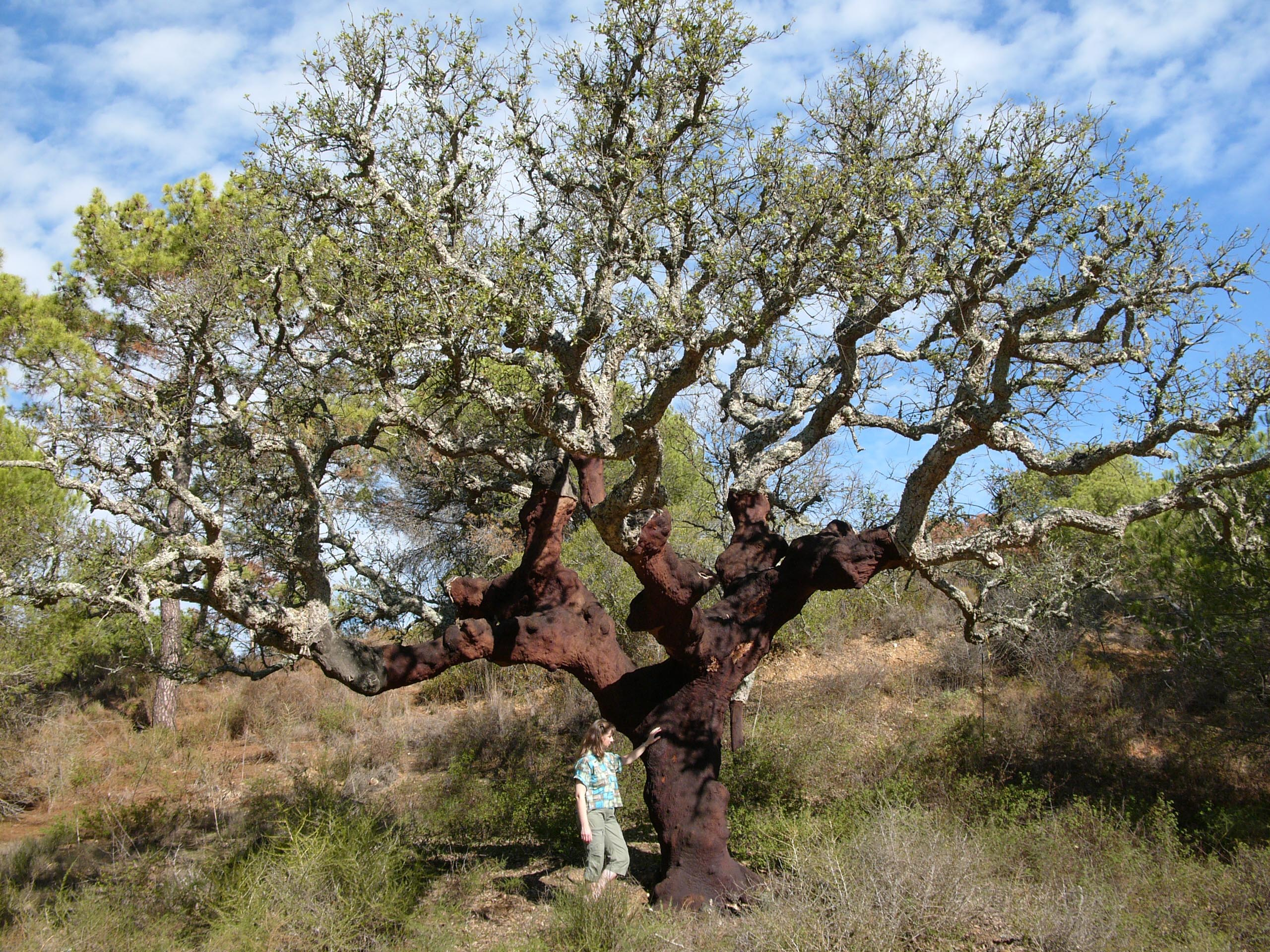
Un alcornoque en el Algarve (Portugal).

Nuestra Señora de la Bondad (también llamada Virgen del Alcornoque y Madre de la Bondad) es el nombre de la aparición Bienaventurada Virgen María cerca de la localidad de São Marcos da Serra, un pequeño pueblo en el Algarve, al sur de Portugal.
De acuerdo con la creencia, la Santísima Virgen María se apareció allí en 1998 sobre un alcornoque e hizo una llamada a la conversión de todo el mundo. La Virgen se apareció a Fernando Pires.